# Hahn (mecklenburgisches Adelsgeschlecht)
Hahn (urspr. Hane) ist der Name eines alten mecklenburgischen, später auch baltischen Adelsgeschlechts, das dem Uradel des Landes angehörte und am 30. Oktober 1230 urkundlich erstmals erwähnt wird. Der mecklenburgische Stamm verzweigte sich an der Schwelle des 14. Jahrhunderts in einen mecklenburgischen und einen kurländischen Hauptast.
In Mecklenburg war das Geschlecht seit 1337 in Basedow ansässig und zählte zu den größten Gutsbesitzern des Landes. Bekannt sind die Linien Basedow und Damerow-Solzow mit jeweils zahlreichen wechselnden Häusern. Die Familie besaß zuletzt zahlreiche Güter in Mecklenburg sowie bis heute den Besitz Neuhaus in Holstein und Besitz in der Wetterau in Hessen. Das Adelspronomen „von“ führt das Geschlecht erst seit der Grafung der Mecklenburger Hauptlinie 1802.
Der baltische Ast führt den Titel Baron oder Freiherr (bzw. Baronin, Baronesse, Freifrau, Freiin), siehe Hahn (kurländisches Adelsgeschlecht). Davon zu unterscheiden ist ein gleichnamiges Adelsgeschlecht, das auf der Ostseeinsel Ösel ansässig war und dessen Verwandtschaft zum kurländischen Zweig nicht nachweisbar ist.

## Geschichte

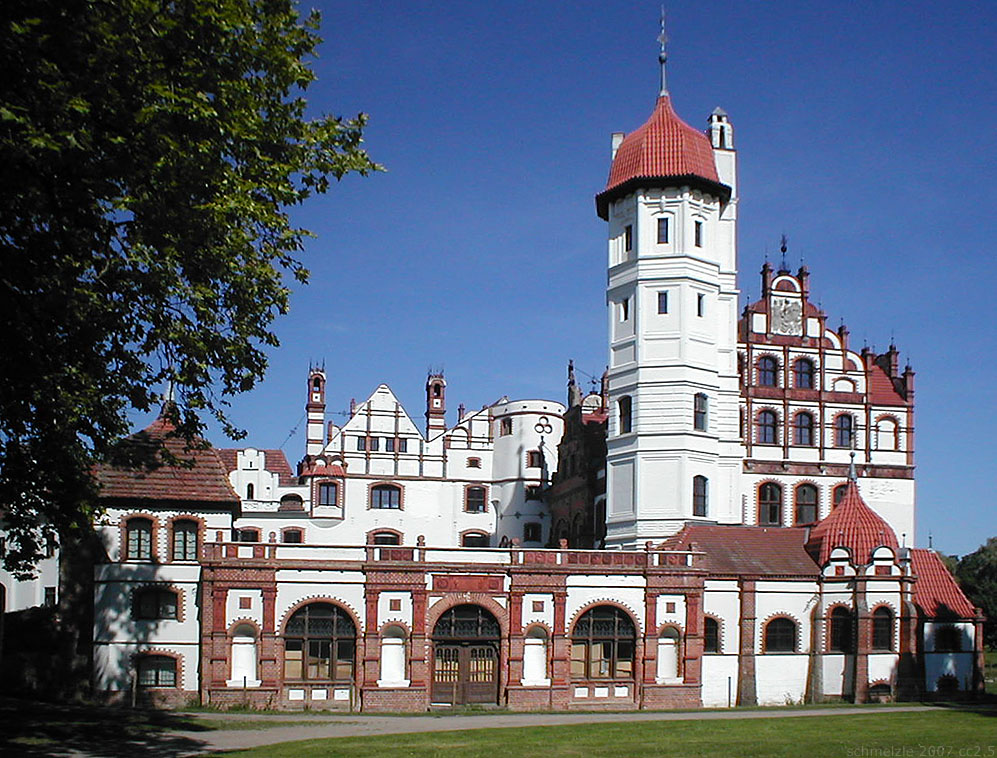
Schloss Basedow, 2007

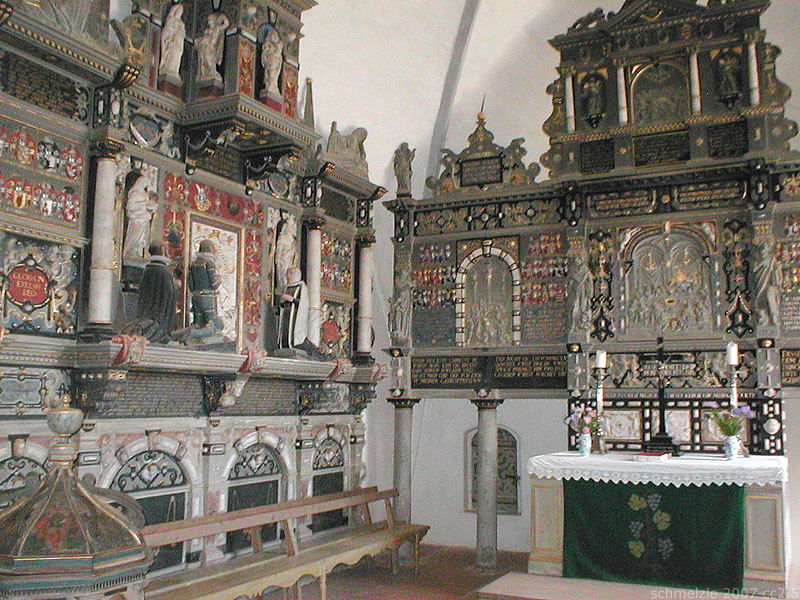
Chor der Kirche Basedow mit Epitaph für Werner Hahn und Anna von der Lühe (links) und Reliefaltar (rechts)

Die Herkunft des Namens und des Geschlechtes ist nicht eindeutig geklärt. Wahrscheinlich ist der Name slawischer Herkunft. Als Stammvater des Geschlechts gilt Eckhard I. (Egkehardus Hane, später auch latinisiert Eggehardus Gallus), erstmals erwähnt 1230, der Ritter und Rat des mecklenburgischen Fürsten Johann I. war. Sein Enkel Nikolaus II. führte die Hauptlinie fort, dessen Bruder Eckhard II. begründete die Linie Dammerow/Solzow (erloschen 1659) und der dritte Bruder Ludolf begründete die kurländische (deutschbaltische) Linie Hahn, die später ihren Hauptsitz in Postenden hatte.
Die Familie ist anfangs als Vasallenfamilie um Gadebusch belegt. Im Jahr 1337 belehnte Fürst Johann II. von Werle die vier Söhne Nikolaus’ II. mit den benachbarten Dörfern Basedow, Gessin und Sandliepen (wo anschließend die Wasserburg Liepen erbaut wurde). Wenige Jahre später waren diese Güter bereits Allodialbesitz der Familie. Auf einen der Brüder – Nikolaus III. den Alten († um 1363) – geht vermutlich die erste Anlage der Burg Basedow zurück, die zum Stammsitz der Familie wurde und in der zumeist verschiedene Linien der Familie gleichzeitig wohnten (Ganerbenburg). Die Kirche Basedow ist eine der am reichsten ausgestatteten Dorfkirchen Mecklenburgs und „ein Denkmal der großen Stellung der Hahn in früherer Zeit“. Eine ähnlich reich ausgestattete einstmals Hahn'sche Patronatskirche ist die Dorfkirche Bristow (das Gut Bristow gehörte der Familie seit 1352).
Seit 1405 war auch Remplin ein Hauptsitz der Familie. Durch die Begüterung in Pleetz erlangte das Geschlecht 1469 das Amt des Erblandmarschalls der Herrschaft Stargard, eines der drei ranghöchsten politischen Ehrenämter im altmecklenburgischen Staat, das über Jahrhunderte hinweg bis zum Ende der Monarchie stets ein Hahn innehatte.
Im Jahr 1467 ließ Ritter Ludolf (Lüdeke) III. († 17. März 1480) in Basedow auf den Resten der Vorgängerburg eine neue Burg erbauen. Seine Enkel teilten den Besitz zu drei gleichen Teilen: Joachim war Stammvater des Hauses Basedow-Hinrichshagen, Ludolf IV. war Stammvater des Hauses Basedow-Seeburg und Christoph war Stammvater des Hauses Basedow-Pleetz.
Kuno Hahn (1525–1590) auf Basedow, der durch umfangreiche Land- und Geldgeschäfte reich wurde, erwarb 1575 die Herrschaft Seeburg mit 13 Dörfern im Hassegau am östlichen Rand des Harzes von den Grafen von Mansfeld. Dafür verkaufte er Müggenburg in Vorpommern und Pinnow in Mecklenburg. Er lebte nun hauptsächlich auf Schloss Seeburg, kam aber regelmäßig nach Basedow; seine Nachkommen lebten 200 Jahre auf Seeburg. Nach 1780 kam dieses durch Anna Hedwig Hahn, verheiratete von Geusau, der letzten des Hauses Seeburg-Remplin, an die Familie von Geusau.
Der Anteil des Hauses Hinrichshagen (erloschen 1706) kam 1616 an das Haus Pleetz. Nach dem Aussterben des Hauses Pleetz im Jahr 1707 kam dessen Zweidrittelanteil im Jahr 1717 an das Haus zu Seeburg und Kuchelmiß, das damit unter Ludwig Staats I. das gesamte Gut in Basedow auf sich vereinte. Dessen Sohn Friedrich I. († 1772) heiratete Christine Magdalena von Brockdorff, die 1748 das Gut Neuhaus in Holstein geerbt hatte; seither gehört es bis heute den Grafen Hahn. 1780 erlosch der Seeburger Zweig der Familie Hahn.
Gegen Ende des 18. Jahrhunderts hatte der Hahnsche Besitz unter dem Sohn Friedrichs I., Friedrich II. Graf von Hahn (1742–1805), der vor allem als Astronom bekannt und 1802 in den erblichen Reichsgrafenstand erhoben wurde, die größte Ausdehnung und umfasste an die 60 Güter, von denen 44 in Mecklenburg lagen. Noch heute hört man in Mecklenburg die Legende, dass Wetterfahnen in Form eines Hahns auf mecklenburgischen Kirchtürmen den alten Hahnschen Besitz markieren, was sachlich natürlich Unsinn ist.
Nach dem Tod des Astronomen bedurfte es nur weniger Jahre, bis dessen jüngerer Sohn, der als Theatergraf bekannt gewordene Karl Graf von Hahn (1782–1857) den Besitz des von ihm begründeten zweiten Stammes der gräflichen Linie in Remplin für seine krankhaft übersteigerte Theaterleidenschaft geopfert hatte. Im Jahr 1816 kam es zum großen Güterkonkurs, durch den auch Schloss und Gut Remplin in andere Hände kamen.
Bei einer Teilung unter den Söhnen des Oberst Levin Ludwig Hahn fiel Faulenrost 1746 dem Ritter Claus Ludwig Hahn zu. Er begann 1760 mit dem Bau des Schlosses und dem Hof in der Absicht, Faulenrost zu seinem Sommerwohnsitz zu machen. Vor der Vollendung versank der Erbauer „in schwermütigen Tiefsinn“, so dass erst sein Nachfolger, der wegen seiner Verdienste um die Astronomie bekannte Friedrich II. von Hahn den Bau vervollständigte und ausgedehnte Gartenanlagen mit Treibhäusern anlegte. 1933 verkaufte der in eine finanzielle Notlage geratene Graf Septimus von Hahn das Schloss Faulenrost samt dem dazugehörigen Gutsbesitz.
Durch das Wirken von Friedrich (III.) Graf von Hahn (1804–1859) auf Basedow wurde das Geschlecht seit Beginn des 19. Jahrhunderts auch durch die Pferdezucht berühmt. Die sogenannten Basedower Renner wurden noch bis 1920 gezüchtet. Zu Friedrichs Besitz zählten die Güter in Basedow, Faulenrost, Lansen, Grabowhöfe und Ahrensberg (Wesenberg) mit zugehörigen Höfen; er erweiterte den Besitz noch durch Zukäufe. In erster Ehe war er von 1826 bis 1829 mit seiner Cousine Ida Hahn-Hahn (1805–1880), der Tochter des Theatergrafen, verheiratet, die zahlreiche Romane und Gedichtbände schrieb und zu einer der bekanntesten deutschen Schriftstellerinnen ihrer Zeit wurde.
Im Einschreibebuch des Klosters Dobbertin befinden sich sieben Eintragungen von Töchtern der gräflichen Familie von Hahn von 1806 bis 1863 aus Grabow, Remplin, Basedow und Kuchelmiss zur Aufnahme in das adelige Damenstift im Kloster Dobbertin.
Graf Max Hahn (1838–1903), ein jüngerer Sohn des Grafen Friedrich Hahn auf Basedow, verkaufte 1896 die Besitzungen Kuchelmiß (seit 1366 im Besitz der Familie), Serrahn, Wilsen, Wilser Hütte und Hinzenhagen an den Prinzen Albert von Sachsen-Altenburg; das Revier galt als eine der besten Rotwildjagden.
Der einzige Spross der Basedower Hauptlinie der Grafen Hahn, Franz Graf von Hahn (* 5. Februar 1921 in Rostock; † 11. Dezember 1941 bei Taganrog), fiel im Zweiten Weltkrieg. Max Heinrich von Hahn, ein betagter Neffe seines Vaters, verstarb 1947 kinderlos und Franz’ Vater Friedrich Karl von Hahn verstarb selbst 1951, wodurch die Hauptlinie erlosch. Seitenlinien der Familie bestehen jedoch bis heute fort. Der Besitz der Familie in Mecklenburg wurde 1945 bei der Bodenreform enteignet.
Clemens Graf Hahn von Burgsdorff aus dem Hause Basedow und seine Frau Victoria geb. von Arnim erwarben nach 1990 das Gut Blankensee in der Uckermark, das bis 1945 der Familie von Arnim gehört hatte. Hubertus Graf von Hahn und seine Frau Verena erwarben 2015 die Wasserburg Liepen zurück, die sich seit ihrer Erbauung um 1337 bis 1945 im Familienbesitz befunden hatte.

## Konfession
Die Hahn waren zur Zeit der Reformation protestantisch gesinnt. 1681 konvertierten die Brüder Cuno Paris (von) Hahn auf Ramelow und Christian Friedrich (von) Hahn auf Basedow zum Katholizismus. Bis auf einen später genannten Hauptmann Hahn auf Basedow blieb die Familie jedoch weiterhin protestantisch, auch die baltischen Familienzweige.
Mit Ferdinand Graf von Hahn-Neuhaus (1809–1888), dem einzigen Sohn des Theatergrafen Karl, wurde der zweite Stamm der gräflichen Linie wieder katholisch. Ferdinand konvertierte am 6. Januar 1858 in Salzburg und folgte damit seiner Schwester Ida Hahn-Hahn und seiner Frau Nancy, die am 26. März 1850 in Berlin bzw. im Mai 1852 in Salzburg zum Katholizismus übergetreten waren. Entgegen anderen Angaben wurden auch Ferdinands Kinder Eustach (1846–1870), Joseph (1847–1933) und Gustav (1852–1875) katholisch erzogen. Im spätmittelalterlichen Rundturm des Schlosses Neuhaus in Holstein ließ Ferdinand eine katholische Kapelle „Virgo fidelis“ neugotisch ausbauen, die am 14. September 1858 geweiht und mit einem Hausgeistlichen besetzt wurde.

## Wappen
Im silbernen Schild und auf dem Helm ein mit dem rechten Fuß ausschreitender, rechts gekehrter, roter Hahn, dessen Schnabel, Füße und beide ersten, gekrümmten Schwanzfedern schwarz sind. Darunter der Wahlspruch: Primus sum, qui deum laudat (Ich bin der erste, der Gott lobt)
Die genaue Bedeutung des Hahns ist nicht bekannt. Wahrscheinlich war es das Schildzeichen des ehemals slawischen Geschlechts. Der Wahlspruch wurde erst im 19. Jahrhundert ergänzt.

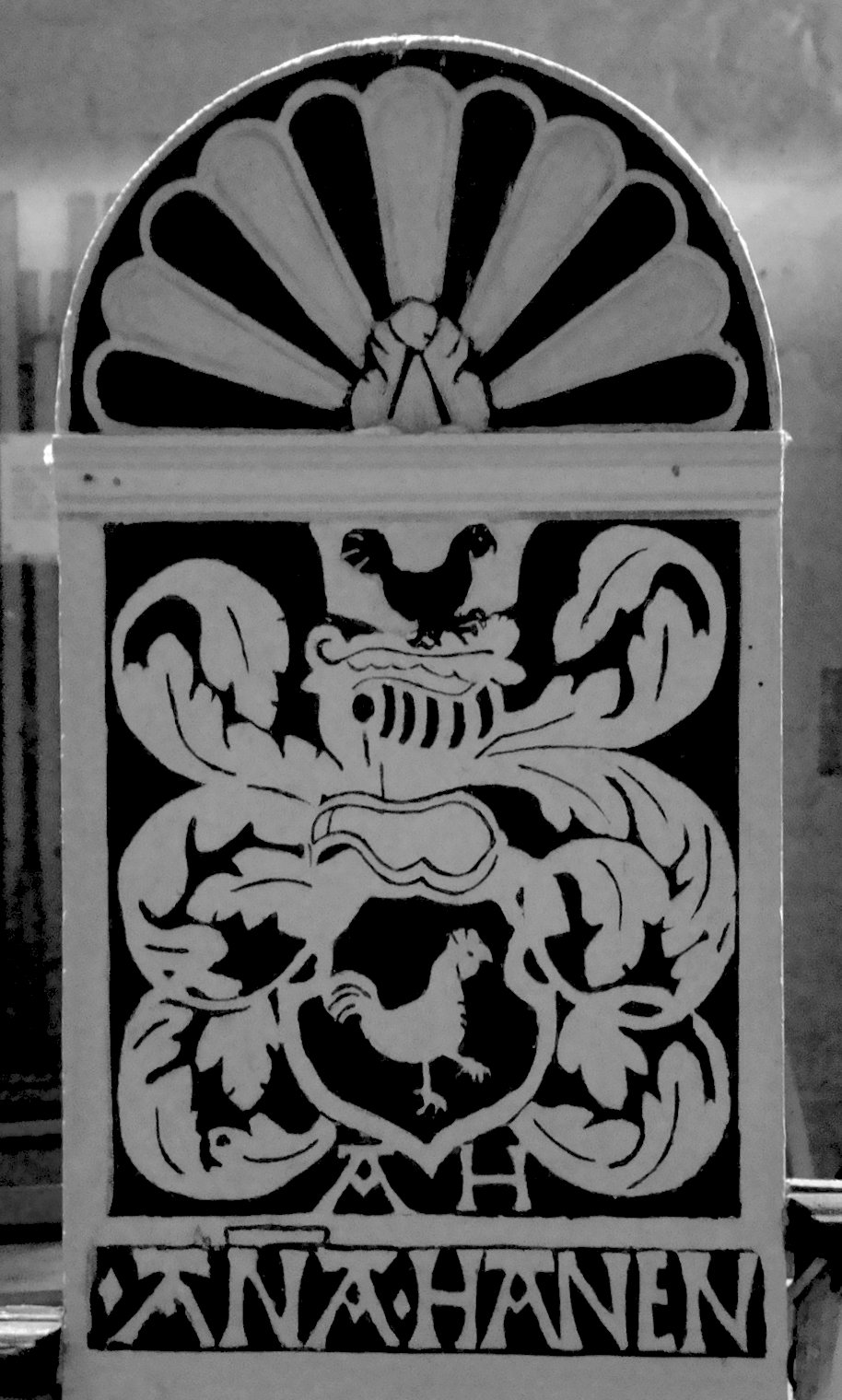
Wappen der Anna Hahn (16. Jh.) am Patronatsgestühl der Dorfkirche Basse
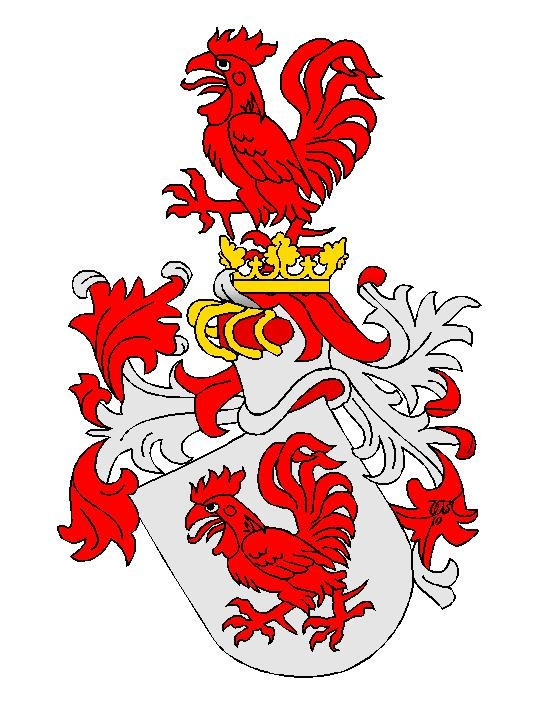
Wappen derer von Hahn, Kurland und Oesel: roter Hahn
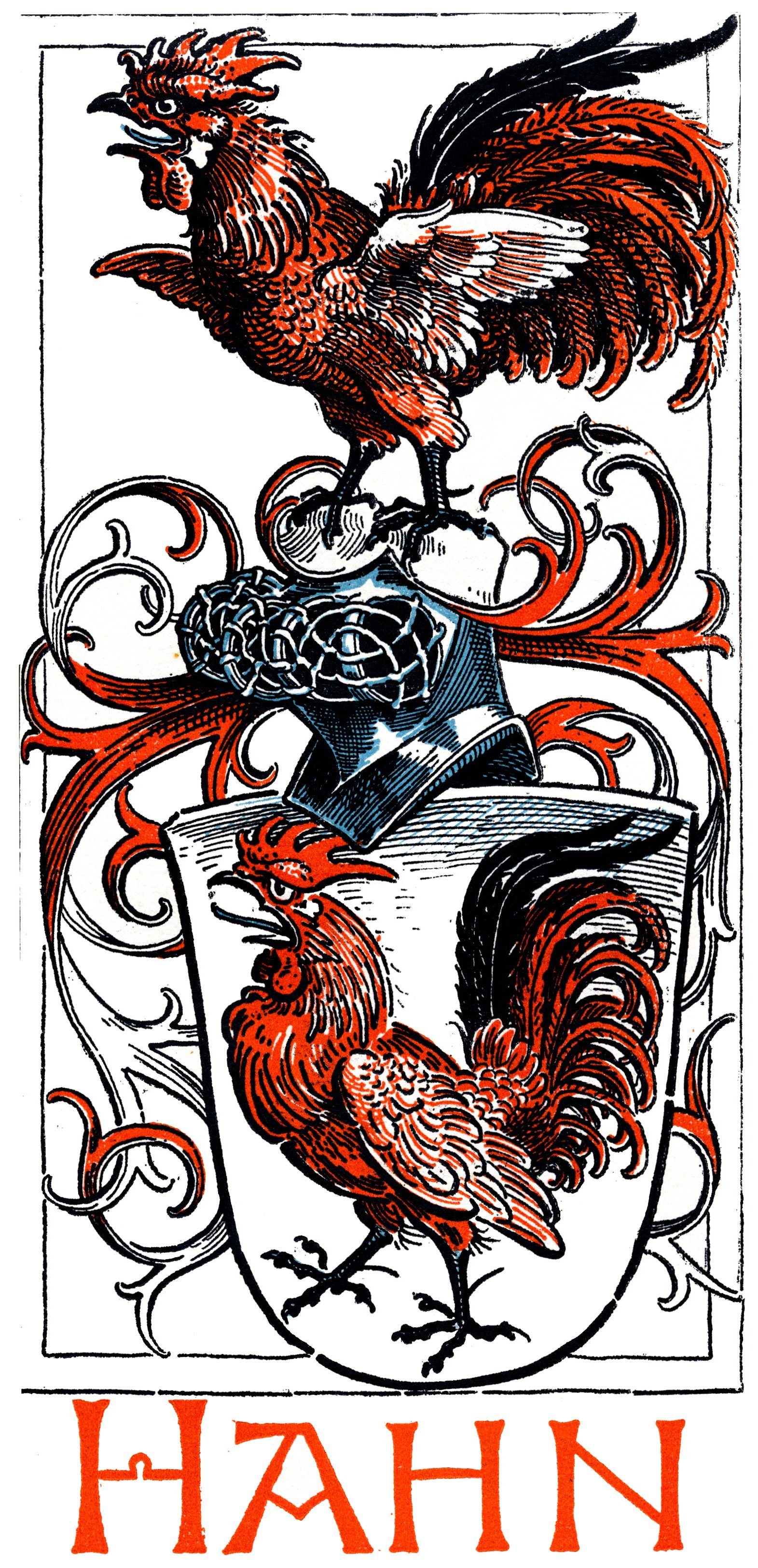
Wappengrafik von Otto Hupp im Münchener Kalender von 1905

## Besitze (Auswahl)

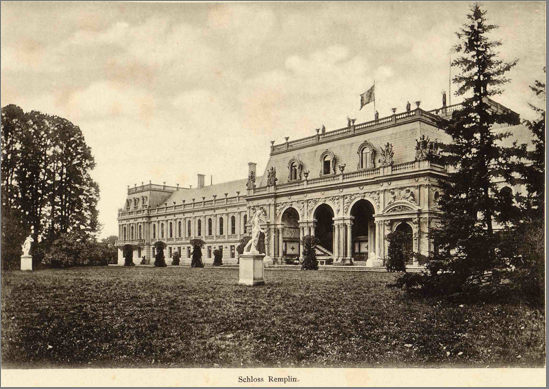
Schloss Remplin, Mecklenburg
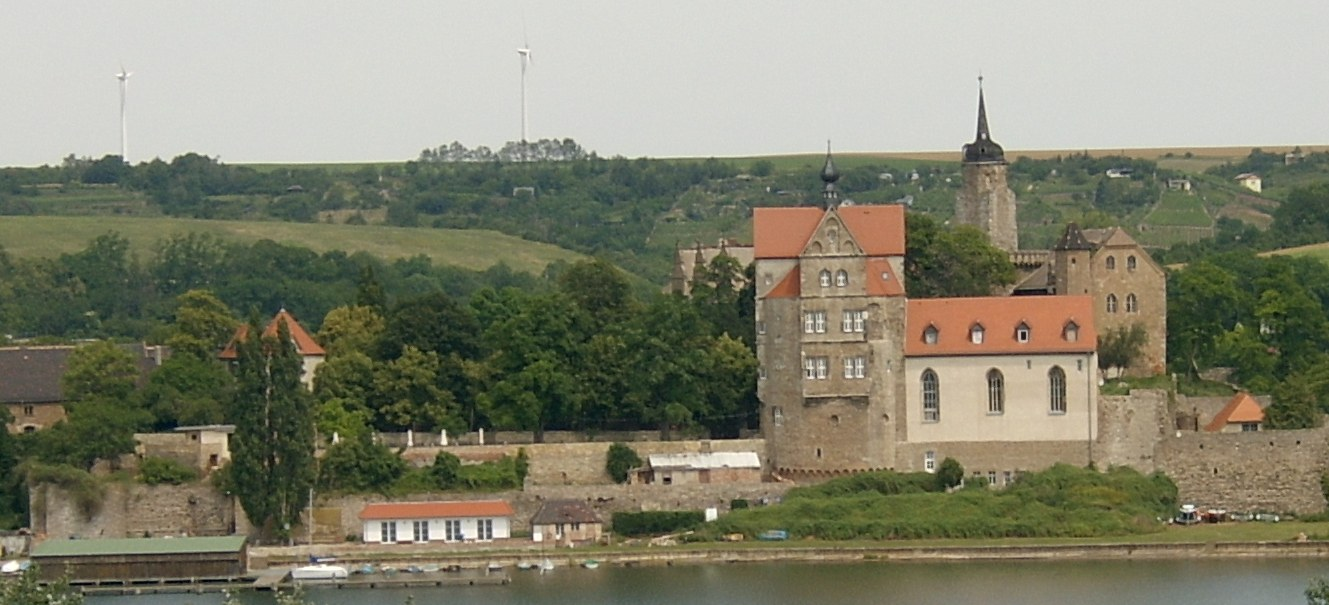
Schloss Seeburg (Hassegau), Sachsen-Anhalt
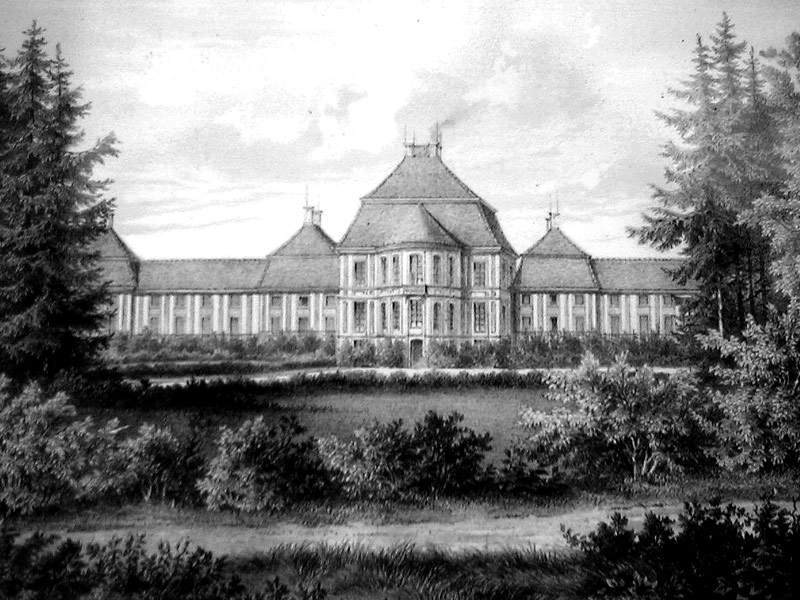
Schloss Faulenrost, Mecklenburg
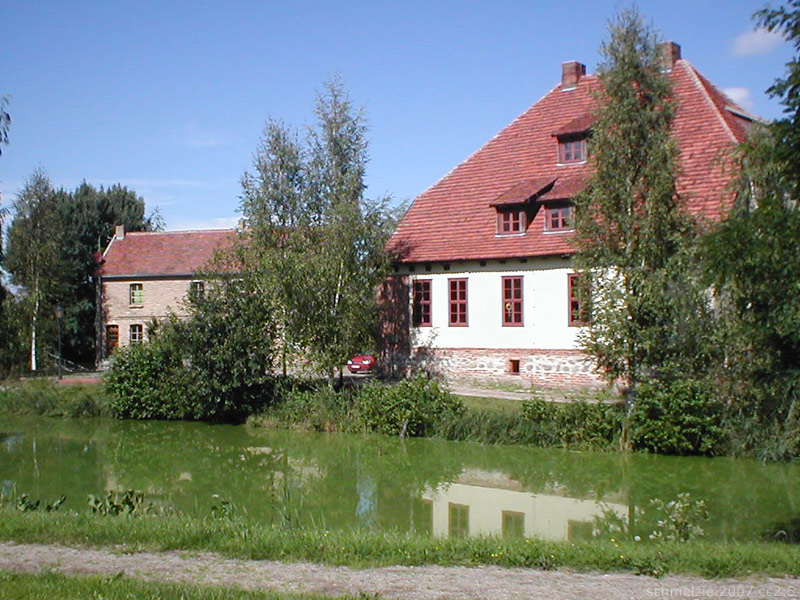
Wasserburg Liepen, Mecklenburg
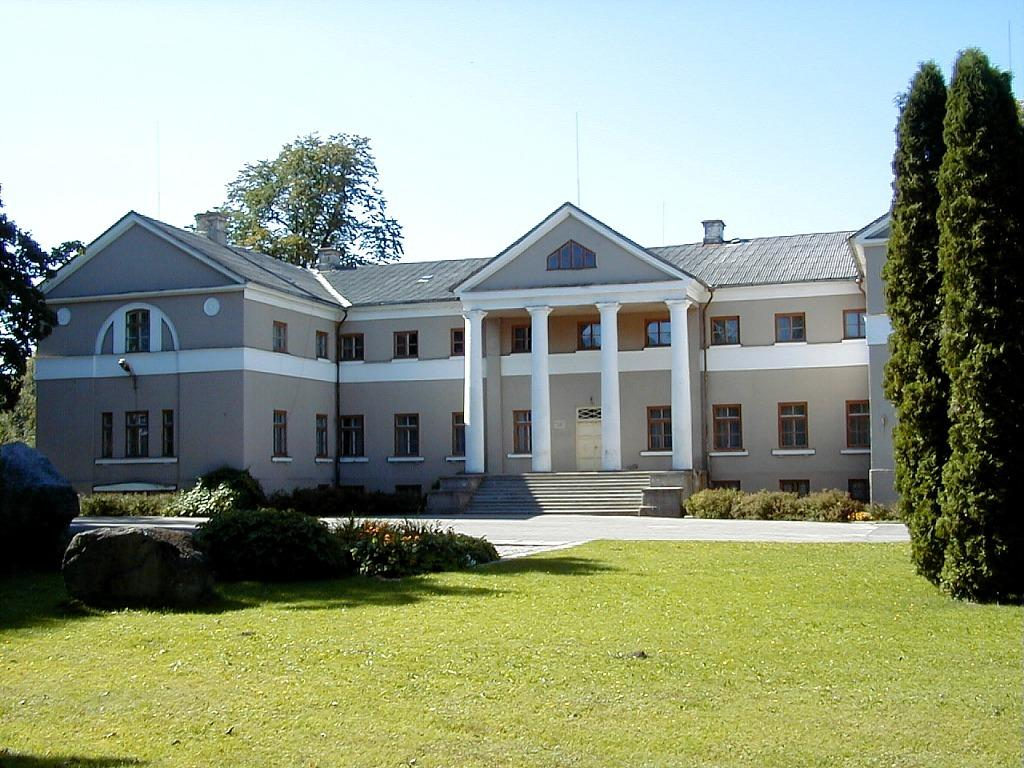
Schloss Postenden, Kurland (Lettland)
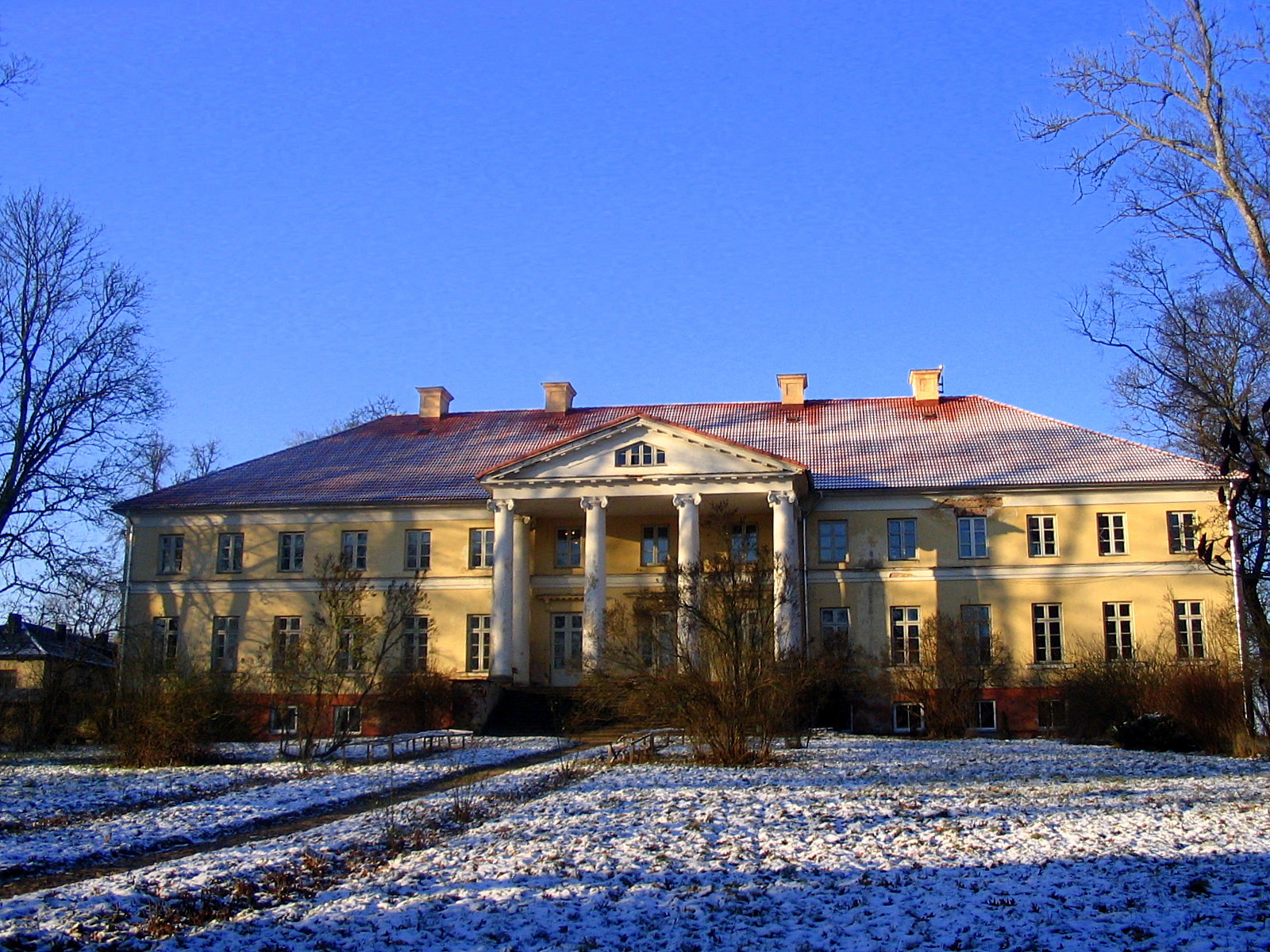
Herrenhaus zu Schnepeln, Kurland (Lettland)
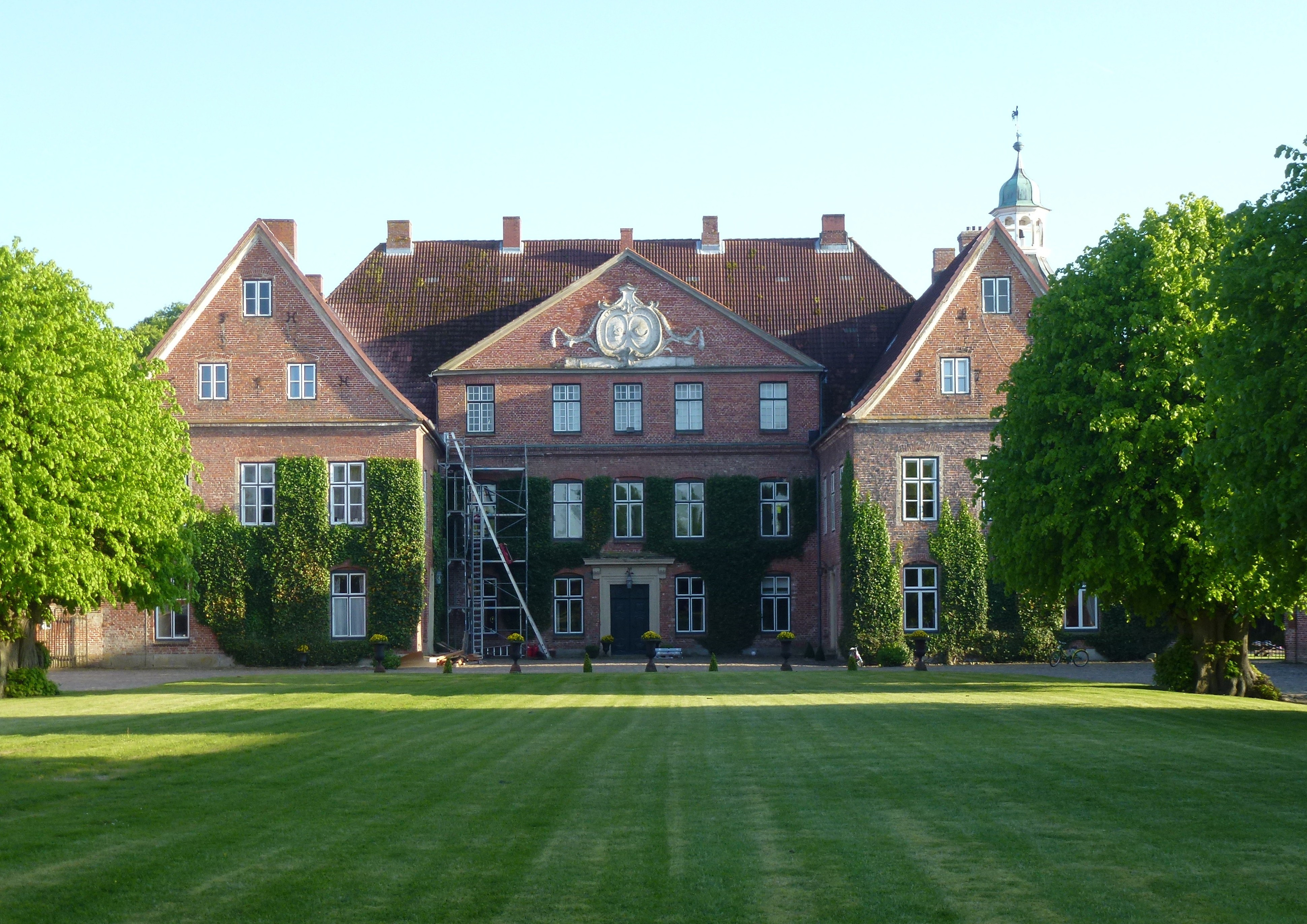
Gut Neuhaus, Kreis Plön (Schleswig-Holstein)
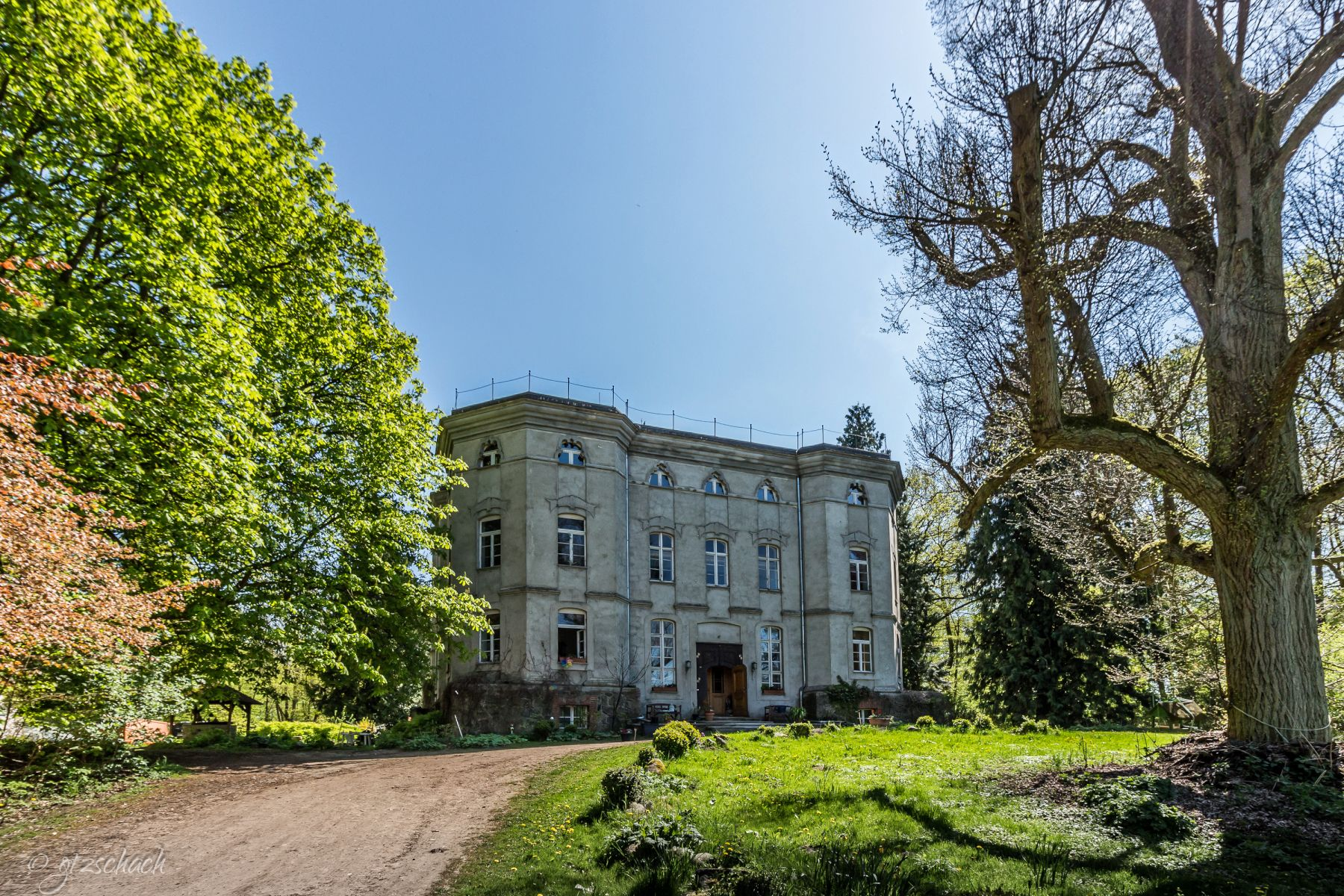
Gut Blankensee, Uckermark

## Bekannte Vertreter
- Kuno Hahn (1525–1590), mecklenburgischer Gutsbesitzer, Landrat und Finanzier
- Levin Ludwig I. (von) Hahn (1579–1635), Hofbeamter
- Katherine Hahn († nach 1624), Ehefrau/Lebensgefährtin des Prinzen Ulrich von Dänemark (1578–1624)[3]
- Vincenz Joachim von Hahn (1632–1680), königlich dänischer Hofbeamter und Oberjägermeister
- Ludwig Stats von Hahn (1657–1730), Hofbeamter in dänischen Diensten
- Friedrich II. Graf von Hahn (1742–1805), Naturphilosoph und Astronom
- Karl Graf von Hahn (1782–1857), genannt Theatergraf
- Friedrich (III.) Graf von Hahn (1804–1859), Herrenreiter, Rennstallbesitzer
- Ida Hahn-Hahn (1805–1880), Schriftstellerin
- Ferdinand von Hahn (1809–1888), dänischer Hofjägermeister, Mitglied der Holsteinischen Ständeversammlung
- Agnes von Hahn (1812–1857), Obstzüchterin
- Helena Petrovna Blavatsky (gebürtig Jelena Petrowna von Hahn-Rottenstein; 1831–1891), Schriftstellerin und Mystikerin
- Arved von Hahn (1872–1948), deutsch-baltischer Politiker
- Isa Freiin von Hahn (* 1941), verehelichte Gräfin Hardenberg, Berliner Eventmanagerin und Societylady

## Trivia
Eine Zählung des gräflichen Geschlechts Hahn wurde von Georg Christian Friedrich Lisch in der von ihm unter dem Titel Geschichte und Urkunden des Geschlechts Hahn bearbeiteten und herausgegebenen Geschlechtsgeschichte (4 Bände, 1844–1856) aufgestellt.
Literarische Berühmtheit erlangten Basedow (als Klevenow) und das gräfliche Geschlecht von Hahn in der Roman-Trilogie von Helmut Sakowski:
- Die Schwäne von Klevenow. Ein Mecklenburg-Roman, Aufbau-Verlag Berlin, 1993, ISBN 3-351-02224-7
- Schwarze Hochzeit auf Klevenow. Roman, Aufbau-Verlag Berlin, 1994,  ISBN 3-351-02271-9
- Die Erben von Klevenow. Roman, Aufbau-Verlag Berlin, 2000, ISBN 3-351-02889-X

1846 veröffentlichte Fritz Reuter anonym in den von Wilhelm Raabe herausgegebenen Jahrbüchern Meklenburgisches Volksbuch für das Jahr 1846 und Meklenburg. Ein Jahrbuch für alle Stände, Jahrgang 1847 (beide Hamburg) seine Adelssatire Die Feier des Geburtstages der regierenden Frau Gräfin, wie sie am 29. und 30. Mai 1842 in der Begüterung vor sich ging. Die von Reuter beschriebene verschwenderische Geburtstagsfeier veranstaltete Ida Hahn-Hahns geschiedener Mann Friedrich von Hahn zu Ehren seiner zweiten Frau Agnes in Basedow.

## Weitere Literatur
- Karl Eduard Vehse: Geschichte der deutschen Höfe seit der Reformation. 38. Band, Sechste Abtheilung, Die kleinen deutsche Höfe, Vierter Theil, Hoffmann und Campe, Hamburg 1856. (Digitalisat).